# Pochwica
Pochwica – dysfunkcja seksualna polegająca na niezależnym od woli skurczu mięśni wokół wejścia do pochwy, co może powodować zamknięcie wejścia i niemożność odbycia stosunku płciowego, gdyż powoduje silny ból przy wprowadzaniu prącia do pochwy. Podobny ból pojawia się przy próbie wprowadzenia tamponu czy palca. 

## Pochwica nieorganiczna
Pochwica nieorganiczna powodująca bolesność, jest zazwyczaj związana z reakcją obronną, wynikającą z niejasności nastawienia emocjonalnego do partnera bądź z lęków seksualnych kobiety. Bywa także reakcją powstającą w okolicznościach niesprzyjających współżyciu seksualnemu – związanych z zagrożeniem, narażeniem na wstyd, itp.
Powtarzające się skurcze pochwy, mimo chęci podjęcia współżycia i niezależne od okoliczności, bywają wyuczoną reakcją obronną uwarunkowaną wcześniejszymi traumatycznymi doświadczeniami.
Pochwica jest uleczalna. Jak stwierdził Zbigniew Lew-Starowicz, "w wyniku postępu w badaniach diagnostycznych i zastosowania
nowych metod leczenia (...) pochwica jest uleczalna w 100%".